# Rhen-Neckar

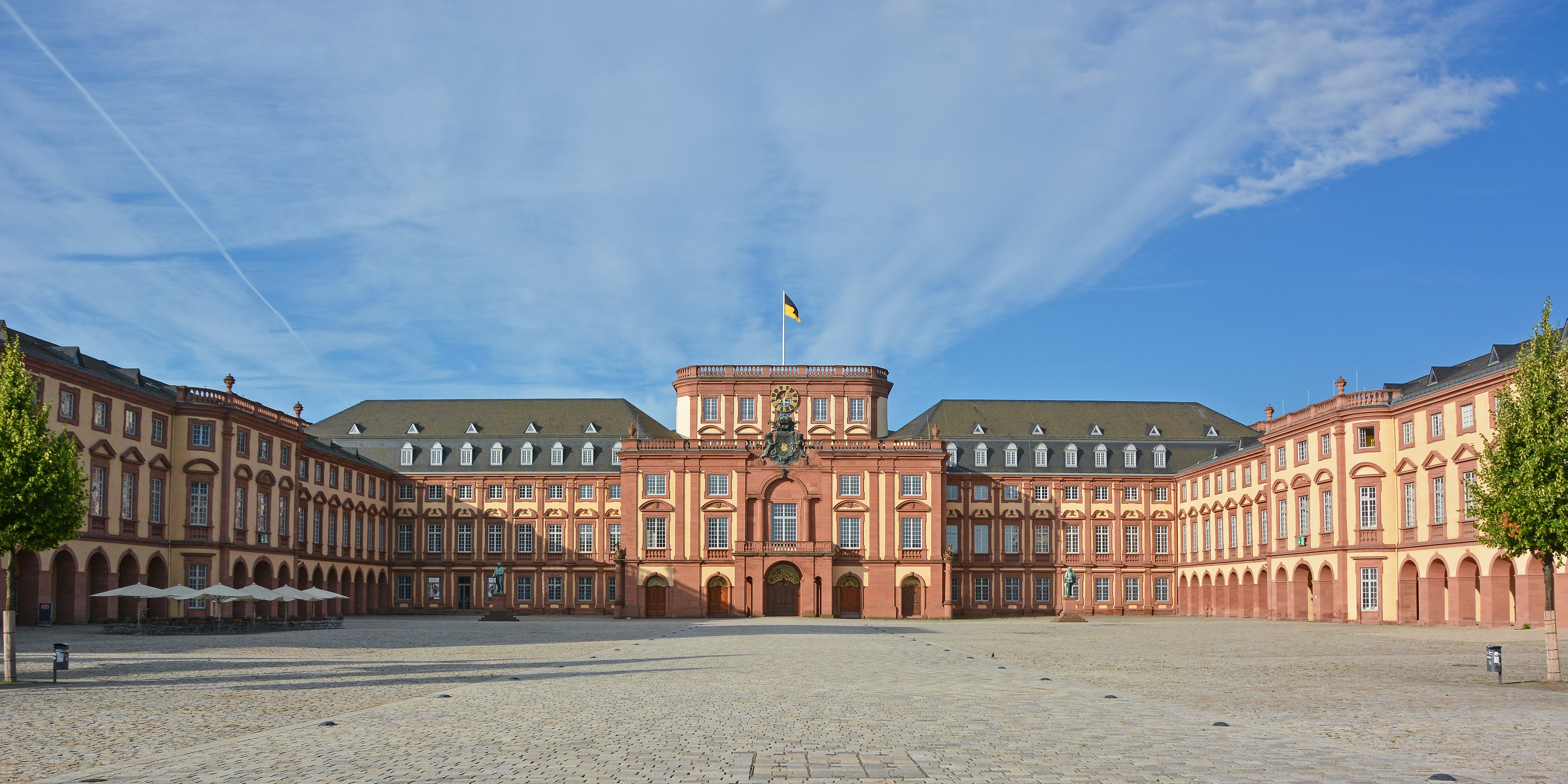
Slott och universitetsområde i Mannheim.

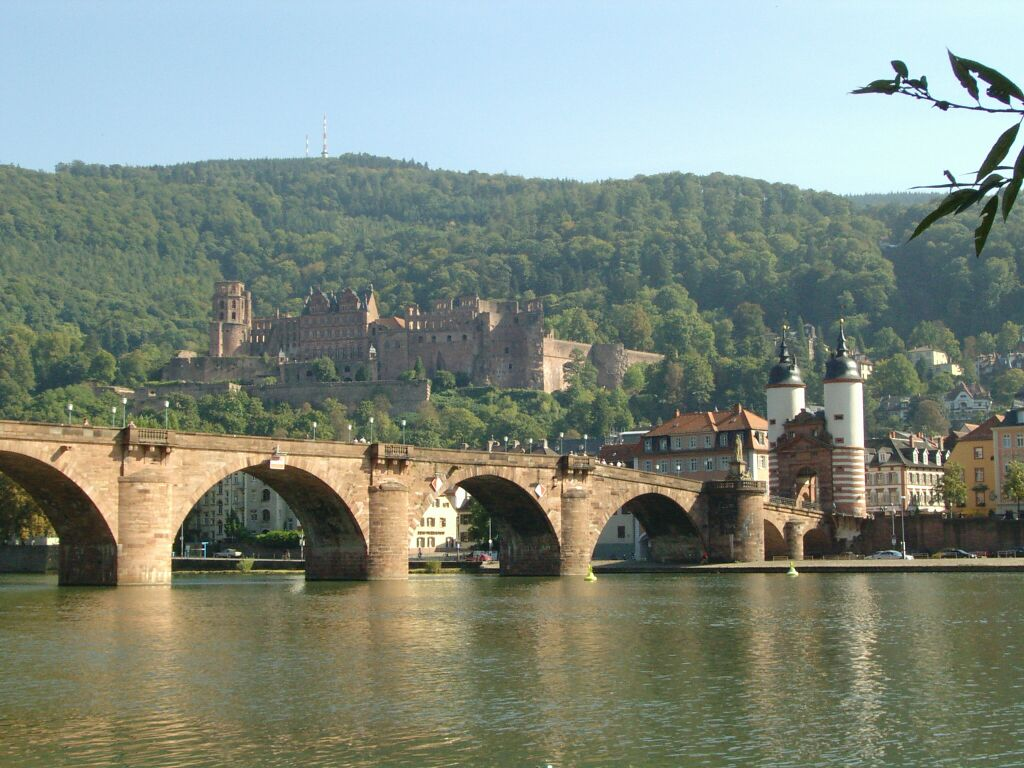
Bro över Neckar, med Heidelberger Schloss i bakgrunden.

Rhen-Neckar är ett storstadsområde i sydvästra Tyskland, och omfattar regionen där bifloden Neckar ansluter till huvudfloden Rhen. Områdets huvudorter är de tre städerna Heidelberg, Ludwigshafen am Rhein och Mannheim, med den sistnämnda som största stad och navet i Rhen-Neckarområdet. Området inkluderar flera stora och medelstora städer, bland annat Frankenthal, Neustadt an der Weinstrasse, Speyer och Worms.

## Region

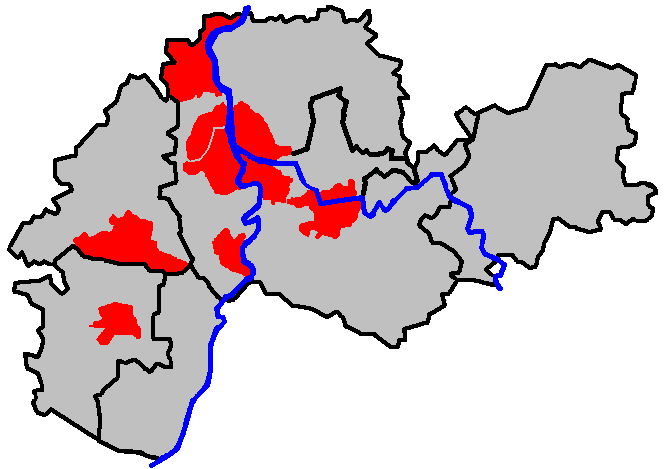
Karta över Metropolregion Rhein-Neckar.

Metropolregion Rhein-Neckar är en planerings- och samarbetsregion, med delar i de tre delstaterna Baden-Württemberg, Hessen och Rheinland-Pfalz. Området hade 2 361 138 invånare i slutet av 2006, på en yta av 5 637 km².

## Pendlingsområde
Många invånare pendlar dagligen in till arbetsplatser och utbildningar i kärnområdet. Det närmaste pendlingsområdet omfattar de tre kärnstäderna samt ytterligare 134 städer och kommuner i de tre delstaterna Baden-Württemberg, Hessen och Rheinland-Pfalz.
| Områdestyp                  | Areal (km²) | Invånarantal 31 december 2009 | Densitet (inv/km²) |
| --------------------------- | ----------- | ----------------------------- | ------------------ |
| Kärnstäder                  | 331,34      | 621 775                       | 1 876,55           |
| Kärnstädernas närområde     | 613,80      | 527 894                       | 860,04             |
| Närliggande pendlingsområde | 1 896,56    | 687 324                       | 362,41             |
| Totalt                      | 2 841,70    | 1 836 993                     | 646,44             |

Om man inkluderar yttre områden med svagare pendlingsanknytning (inklusive bland annat Kaiserslautern och Landau in der Pfalz) hade hela regionen 2 164 842 invånare i slutet av 2009, på en yta av 4 156,50 kvadratkilometer.

## Kommunikationer

### Järnväg
Mannheims centralstation, regionens viktigaste, är en av de största järnvägsknutarna i södra Tyskland och den näst största InterCityExpress-knutpunkterna i Tyskland. ICE-höghastighetssträckor finns mot Stuttgart-området och en jämförbar sträcka mot Rhen-Main-området planeras.
Andra viktiga fjärrtrafikstationer i regionen finns i Heidelberg och Kaiserslautern samt i Bensheim och Weinheim. Enstaka fjärrtåg stannar i Ludwigshafen, Neustadt an der Weinstrasse, Wiesloch-Walldorf och Worms.

### Lokaltrafik
Sedan december 2003 går S-Bahn RheinNeckar i (delvis förtätad) halvtimmestrafik i stora delar av regionen och ytterligare utbyggnader planeras.
I städerna Mannheim, Ludwigshafen och Heidelberg finns såväl regionaljärnvägarna OEG och RHB som spårvägstrafik. Trafiken drivs av det gemensamma dotterföretaget Rhein-Neckar-Verkehr (RNV). Utöver dessa finns ett flertal busslinjer. Priserna är enhetliga i hela regionen.

### Motorvägar

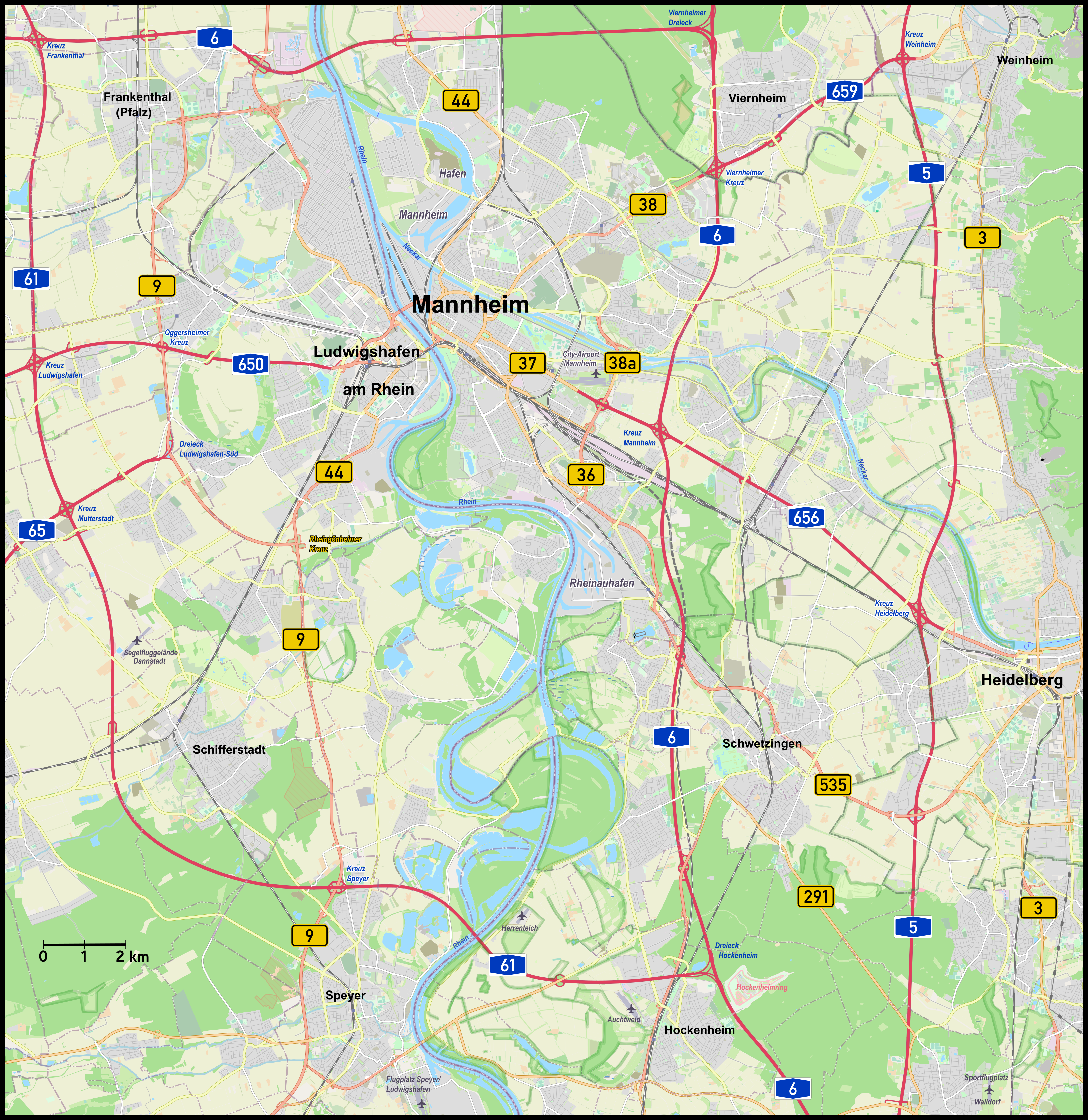
Huvudtrafikleder (minst två filer per riktning) i och omkring Rhen-Neckar

I Rhen-Neckar-området möts två huvudmotorvägar, A5 och A6 vid Walldorf. Västerifrån löper A61 fram till Hockenheim. Vid Ludwigshafen viker A65 och A650 av, och vid Viernheim A67. Dessutom finns förbindelsevägarna A656 och A659 som matar mot A5 respektive A6.

### Flyg
Rhen-Neckar-regionen är den enda av Tysklands elva storstadsregioner som inte har någon internationell flygplats. Det beror delvis på att den internationella flygplatsen i Frankfurt am Main ligger relativt nära (30 minuter med tåg från Mannheims centralstation). Inom en timmes räckhåll finns flygplatserna Karlsruhe/Baden-Baden och Stuttgart.
Regionens viktigaste flygplats är City-Airport Mannheim som mestadels används av affärs- och segelflygplan. Flyglinjer till Saarbrücken, Hamburg och Berlin. År 2007 betjänade den 175.868 passagerare.